# Skate America 2008
Navigation
Édition précédente Édition suivante
Le Skate America est une compétition internationale de patinage artistique qui se déroule aux États-Unis au cours de l'automne. Il accueille des patineurs amateurs de niveau senior dans quatre catégories: simple messieurs, simple dames, couple artistique et danse sur glace.
Le vingt-septième Skate America est organisé du 23 au 26 octobre 2008 à la Comcast Arena d'Everett dans l'État de Washington. Il est la première compétition du Grand Prix ISU senior de la saison 2008/2009.

## Résultats

### Messieurs

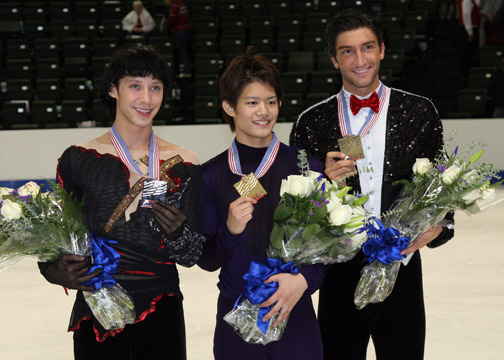
Podium des Messieurs

| Rang | Nom                | Pays       | Points | Programme court | Programme court | Programme libre | Programme libre |
| ---- | ------------------ | ---------- | ------ | --------------- | --------------- | --------------- | --------------- |
| 1    | Takahiko Kozuka    | Japon      | 226.18 | 3               | 80.10           | 1               | 146.08          |
| 2    | Johnny Weir        | États-Unis | 225.20 | 2               | 80.55           | 2               | 144.65          |
| 3    | Evan Lysacek       | États-Unis | 223.21 | 1               | 81.30           | 3               | 141.91          |
| 4    | Kevin Reynolds     | Canada     | 204.89 | 4               | 67.18           | 4               | 137.71          |
| 5    | Shawn Sawyer       | Canada     | 199.98 | 6               | 64.14           | 5               | 135.84          |
| 6    | Alexander Uspenski | Russie     | 177.81 | 7               | 59.63           | 6               | 118.18          |
| 7    | Adrian Schultheiss | Suède      | 177.26 | 5               | 64.40           | 9               | 112.86          |
| 8    | Adam Rippon        | États-Unis | 174.82 | 8               | 59.60           | 7               | 115.22          |
| 9    | Igor Macypura      | Slovaquie  | 169.61 | 9               | 54.58           | 8               | 115.03          |
| 10   | Ian Martinez       | Canada     | 155.18 | 10              | 50.68           | 10              | 104.50          |

### Dames

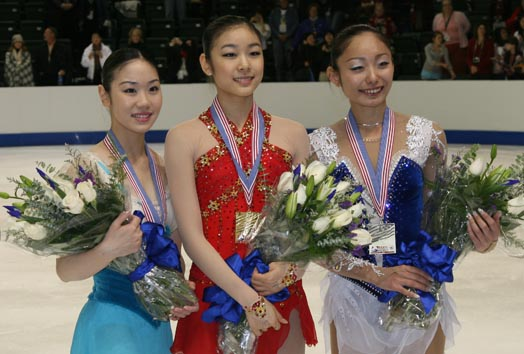
Podium des Dames

| Rang    | Nom               | Pays         | Points | Programme court | Programme court | Programme libre | Programme libre |
| ------- | ----------------- | ------------ | ------ | --------------- | --------------- | --------------- | --------------- |
| 1       | Kim Yuna          | Corée du Sud | 193.45 | 1               | 69.50           | 1               | 123.95          |
| 2       | Yukari Nakano     | Japon        | 172.53 | 3               | 57.46           | 2               | 115.07          |
| 3       | Miki Ando         | Japon        | 168.42 | 2               | 57.80           | 3               | 110.62          |
| 4       | Rachael Flatt     | États-Unis   | 155.73 | 5               | 54.92           | 4               | 100.81          |
| 5       | Mirai Nagasu      | États-Unis   | 142.90 | 4               | 56.42           | 7               | 86.48           |
| 6       | Susanna Pöykiö    | Finlande     | 142.14 | 8               | 47.82           | 5               | 94.32           |
| 7       | Mira Leung        | Canada       | 136.16 | 10              | 45.74           | 6               | 90.42           |
| 8       | Kimmie Meissner   | États-Unis   | 135.92 | 6               | 54.90           | 9               | 81.02           |
| 9       | Liu Yan           | Chine        | 128.12 | 9               | 46.96           | 8               | 81.16           |
| 10      | Annette Dytrt     | Allemagne    | 116.83 | 7               | 48.32           | 11              | 68.51           |
| 11      | Tuğba Karademir   | Turquie      | 113.91 | 11              | 41.26           | 10              | 72.65           |
| Forfait | Valentina Marchei | Italie       |        |                 |                 |                 |                 |

### Couples

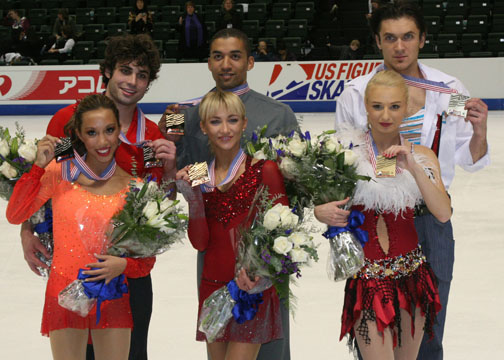
Podium des couples artistiques

| Rang | Nom                                 | Pays       | Points | Programme court | Programme court | Programme libre | Programme libre |
| ---- | ----------------------------------- | ---------- | ------ | --------------- | --------------- | --------------- | --------------- |
| 1    | Aljona Savchenko / Robin Szolkowy   | Allemagne  | 180.77 | 2               | 64.08           | 1               | 116.69          |
| 2    | Keauna McLaughlin / Rockne Brubaker | États-Unis | 172.69 | 3               | 57.02           | 2               | 115.67          |
| 3    | Maria Mukhortova / Maksim Trankov   | Russie     | 167.67 | 1               | 66.32           | 4               | 101.35          |
| 4    | Meagan Duhamel / Craig Buntin       | Canada     | 159.80 | 4               | 54.26           | 3               | 105.54          |
| 5    | Rena Inoue / John Baldwin           | États-Unis | 146.51 | 5               | 50.00           | 5               | 96.51           |
| 6    | Caitlin Yankowskas / John Coughlin  | États-Unis | 141.70 | 6               | 48.40           | 6               | 93.30           |
| 7    | Adeline Canac / Maximin Coia        | France     | 134.36 | 8               | 44.00           | 7               | 90.36           |
| 8    | Zhang Yue / Wang Lei                | Chine      | 124.63 | 7               | 44.60           | 8               | 80.03           |

### Danse sur glace

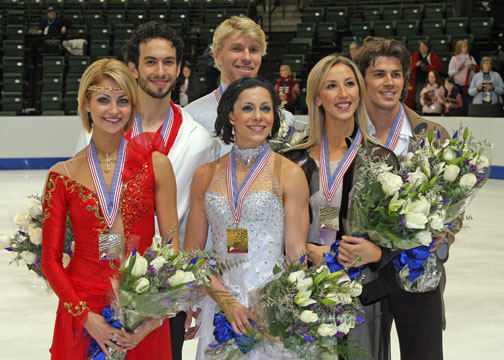
Podium de la danse sur glace

| Rang | Nom                                     | Pays        | Points | Danse imposée | Danse imposée | Danse originale | Danse originale | Danse libre | Danse libre |
| ---- | --------------------------------------- | ----------- | ------ | ------------- | ------------- | --------------- | --------------- | ----------- | ----------- |
| 1    | Isabelle Delobel / Olivier Schoenfelder | France      | 187.64 | 1             | 38.49         | 1               | 58.26           | 2           | 90.89       |
| 2    | Tanith Belbin / Benjamin Agosto         | États-Unis  | 186.53 | 2             | 37.63         | 3               | 57.47           | 1           | 91.43       |
| 3    | Sinead Kerr / John Kerr                 | Royaume-Uni | 180.20 | 3             | 34.37         | 2               | 57.74           | 4           | 88.09       |
| 4    | Emily Samuelson / Evan Bates            | États-Unis  | 175.66 | 5             | 31.81         | 4               | 55.01           | 3           | 88.84       |
| 5    | Pernelle Carron / Matthieu Jost         | France      | 166.92 | 4             | 32.26         | 5               | 52.74           | 5           | 81.92       |
| 6    | Ekaterina Rubleva / Ivan Shefer         | Russie      | 159.03 | 7             | 28.41         | 7               | 50.37           | 6           | 80.25       |
| 7    | Jane Summersett / Todd Gilles           | États-Unis  | 156.62 | 8             | 27.50         | 6               | 50.51           | 7           | 78.61       |
| 8    | Katherine Copely / Deividas Stagniūnas  | Lituanie    | 156.28 | 6             | 29.78         | 8               | 48.38           | 8           | 78.12       |
| 9    | Allie Hann-McCurdy / Michael Coreno     | Canada      | 142.95 | 9             | 25.74         | 9               | 45.44           | 9           | 71.77       |

## Sources
- Résultats du Skate America 2008 sur le site de l'ISU
- Patinage Magazine N°115 (Décembre 2008-Janvier 2009)